# Adam Storke
Adam J. Storke  (ur. 18 sierpnia 1962 w Nowym Jorku) – amerykański aktor.

## Życiorys

### Wczesne lata
Urodził się w Nowym Jorku jako syn Angeli Thornton, brytyjskiej aktorki teatralnej, i Williama Storke’a, producenta telewizyjnego. Studiował w Instytucie im. Eugene’a O’Neilla w Union College w Schenectady, w stanie Nowy Jork. Jego ojcem chrzestnym był Robert Wagner.

### Kariera
W 1979 rozpoczął karierę aktorską, grając Johna Maple, 15–letniego syna rozwodzących się rodziców, w telewizyjnej ekranizacji powieści Johna Updike’a NBC Za daleko, aby przejść (Too far to go). W 1984 grał podwójną rolę Charlesa Crosa i barmana w produkcji off-broadwayowskiej Total Eclipse Christophera Hamptona. Następnie występował jako Andrew Ryder w operze mydlanej NBC Search for Tomorrow (Szukaj jutra, 1985). W miniserialu CBS na podstawie powieści Judith Krantz Tylko Manhattan (I’ll Take Manhattan, 1987) wcielił się w homoseksualnego Justina Amberville’a, nieślubnego syna Cuttera (Perry King). Został obsadzony w dwóch dramatach telewizyjnych CBS Specjalna przyjaźń (A Special Friendship, 1987) z Tracy Pollan i Stara wiara (A Gathering of Old Men, 1987).
W 1988 powrócił na Off-Broadway w roli Roberta Conklina w sztuce Lanforda Wilsona Rimery Eldritcha. Zadebiutował na kinowym ekranie w roli Charlesa Gordona Windsora, Jr. w komediodramacie Mystic Pizza (1988). Wystąpił jako Ray Mundy w jednym z odcinków piątego sezonu serialu NBC Policjanci z Miami (Miami Vice, 1989]) oraz jako hrabia Filip de Chagny w telefilmie NBC Upiór w operze (The Phantom of the Opera, 1990).

## Filmografia

### Filmy
- 1979: Too Far to Go jako John Maple (15 lat)
- 1991: Autostrada do piekła (Highway to Hell) jako Royce
- 1988: Mystic Pizza jako Charles Gordon Windsor, Jr.
- 1992: Ze śmiercią jej do twarzy (Death Becomes Her) jako Dakota
- 1993: Kapsuła ratunkowa (Lifepod) jako Kane

### Filmy TV
- 1987: Stara wiara (A Gathering of Old Men) jako Gil
- 1987: Tylko Manhattan (I'il Take Manhattan) jako Justin Amberville
- 1992: Perry Mason: Zrozpaczona panna młoda (Perry Mason: The Case of the Heartbroken Bride) jako Gary Hawkes
- 1994: Piekło Teresy Stamper (Escape from Terror: The Teresa Stamper Story) jako Paul Stamper
- 1994: W krzywym zwierciadle: Inwazja przygruntowych olbrzymek (Attack of the 5 Ft. 2 Women) jako Juan Wayne Babbitt
- 1995: Matczyny dar (A Mother's Gift) jako Ed Matthews
- 1997: Śmiałkowie (Rough Riders) jako Stephen Crane
- 2002: Wojna w Johnson County (Johnson County War) jako Dale Hammett
- 2002: Pod prąd (Roughing It) jako Seth

### Seriale
- 1985: Search for Tomorrow jako Andrew Ryder
- 1989: Policjanci z Miami (Miami Vice) jako Ray Mundy
- 1990: Prawnicy z Miasta Aniołów (L.A. Law) jako Daniel Rammel
- 1990: Tylko jedno życie (One Life to Live) jako Dryve Fast
- 1994: Bastion (The Stand) jako Larry Underwood
- 1994: Opowieści z krypty (Tales from the Crypt) jako Ray Wells
- 1998: Walka o przetrwanie (Prey) jako Tom Daniels
- 2003: Jordan (Crossing Jordan) jako Pan Soriano
- 2005: Odległy front (Over There) jako kapitan Jonathan Baron
- 2008: Detektyw Amsterdam (New Amsterdam) jako Nicolas Spoor
- 2018: Westworld jako wyrafinowany człowiek